# Hubert Hammerer
Pour les articles homonymes, voir Hammerer.
Hubert Hammerer, né le 10 septembre 1925 à Egg et mort le 24 mars 2017, est un tireur sportif autrichien.

## Carrière
Hubert Hammerer est sacré champion olympique de tir à la carabine 300 mètres trois positions aux Jeux d'été de 1960 à Rome.